# Audrys Juozas Bačkis
Audrys Juozas Bačkis (Kaunas, 1º febbraio 1937) è un cardinale e arcivescovo cattolico lituano, arcivescovo emerito di Vilnius.

## Biografia
Nacque da una famiglia di diplomatici. Suo padre Stasys era segretario dell'ambasciata lituana a Parigi quando i russi invasero e occuparono la Lituania, e fu poi rappresentante a Washington del governo lituano in esilio. Dopo il recupero dell'indipendenza, suo fratello Ričardas è stato ambasciatore di Lituania in Francia.
Dato che la famiglia non poteva rientrare in patria per via dell'occupazione sovietica, Audrys crebbe in Francia. Fece gli studi secondari all'istituto Saint-Marie-de-Monceau, poi studiò filosofia nel seminario di Saint-Sulpice a Issy-les-Moulineaux. In seguito risiedette a Roma nella Pontificia Accademia Ecclesiastica, dove venne avviato alla carriera diplomatica. Nel contempo studiava alla Pontificia Università Gregoriana e alla Pontificia Università Lateranense, dove ottenne il dottorato di diritto canonico.
Ricevette l'ordine sacro il 18 marzo 1961 e nel 1964 entrò nel servizio diplomatico della Santa Sede. In tale veste ha servito nelle Filippine, in Costa Rica, in Turchia ed in Nigeria, fino al 1973. Passò poi alla segreteria di Stato, il "ministero degli affari interni" della Chiesa, mentre contemporaneamente insegnava diritto diplomatico presso la Pontificia Università Lateranense.
Il 5 agosto 1988 fu nominato arcivescovo titolare di Meta e nunzio apostolico nei Paesi Bassi ed il 4 ottobre dello stesso anno papa Giovanni Paolo II gli conferì l'ordinazione episcopale.
Il 24 dicembre 1991 fu nominato arcivescovo di Vilnius.
È stato presidente della Conferenza Episcopale Lituana durante due periodi: dal 1993 al 1999 e dal 2002 al 2005.
Fu elevato al rango di cardinale da papa Giovanni Paolo II nel concistoro del 21 febbraio 2001 con il titolo della Natività di Nostro Signore Gesù Cristo a Via Gallia. Partecipò in tale veste ai conclavi del 2005 e del 2013.
Il 5 aprile 2013 papa Francesco accolse la sua rinuncia al governo pastorale dell'arcidiocesi di Vilnius per raggiunti limiti di età.
È membro della Congregazione per l'Educazione Cattolica, del Pontificio Consiglio delle Comunicazioni Sociali, della Pontificia Commissione per i Beni Culturali della Chiesa e del Consiglio Speciale per l'Europa della Segreteria Generale del Sinodo dei Vescovi.
Il 1º febbraio 2017, al compimento del suo ottantesimo genetliaco, è uscito dal novero dei cardinali elettori.

## Genealogia episcopale e successione apostolica
La genealogia episcopale è:
- Cardinale Scipione Rebiba
- Cardinale Giulio Antonio Santori
- Cardinale Girolamo Bernerio, O.P.
- Arcivescovo Galeazzo Sanvitale
- Cardinale Ludovico Ludovisi
- Cardinale Luigi Caetani
- Cardinale Ulderico Carpegna
- Cardinale Paluzzo Paluzzi Altieri degli Albertoni
- Papa Benedetto XIII
- Papa Benedetto XIV
- Papa Clemente XIII
- Cardinale Enrico Benedetto Stuart
- Papa Leone XII
- Cardinale Chiarissimo Falconieri Mellini
- Cardinale Camillo Di Pietro
- Cardinale Mieczysław Halka Ledóchowski
- Cardinale Jan Maurycy Paweł Puzyna de Kosielsko
- Arcivescovo Józef Bilczewski
- Arcivescovo Bolesław Twardowski
- Arcivescovo Eugeniusz Baziak
- Papa Giovanni Paolo II
- Cardinale Audrys Juozas Backis

La successione apostolica è:
- Vescovo Jonas Boruta, S.I. (1997)
- Vescovo Arūnas Poniškaitis (2010)
- Arcivescovo Gintaras Linas Grušas (2010)
- Vescovo Genadijus Linas Vodopjanovas, O.F.M. (2012)
- Arcivescovo Lionginas Virbalas, S.I. (2013)